# Spirasigma
Spirasigma is een geslacht van sponsdieren uit de klasse van de Demospongiae (gewone sponzen). 

## Soort
- Spirasigma aculeata (Whitelegge, 1897)